# Hydroglyphus confusus
Hydroglyphus confusus är en skalbaggsart som först beskrevs av Johann Christoph Friedrich Klug 1834.  Hydroglyphus confusus ingår i släktet Hydroglyphus och familjen dykare. Inga underarter finns listade i Catalogue of Life.